# Casa del Popolo

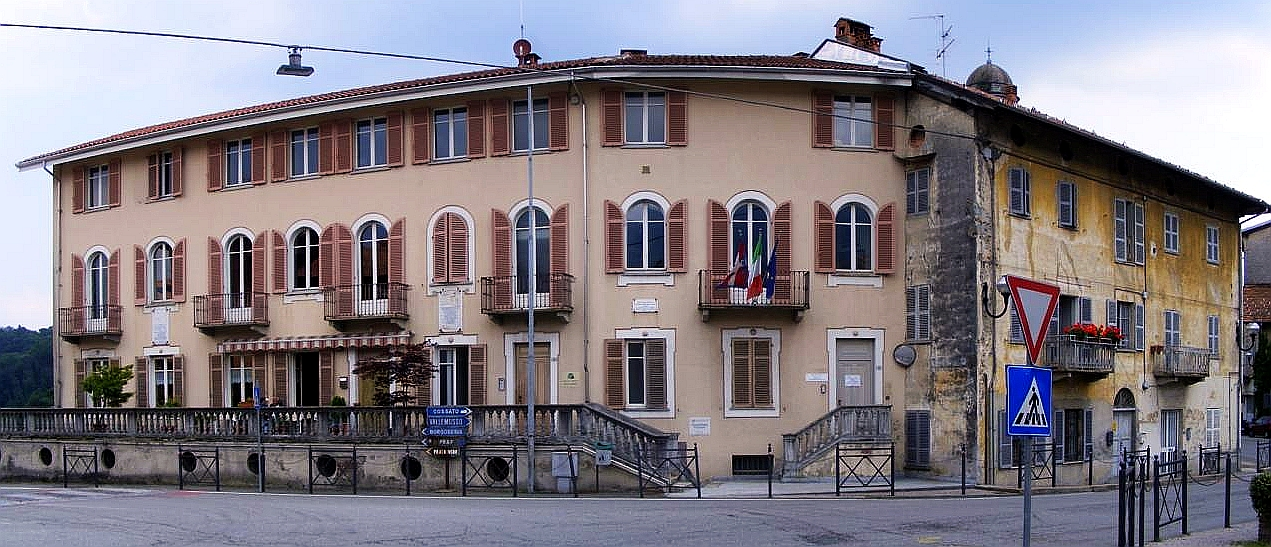
La ex Casa del Popolo di Crocemosso

La Casa del Popolo (in russo Народный дом?, Narodnyj dom) è un centro culturale e ricreativo costruito per la realizzazione di iniziative artistiche e culturali della classe operaia. La prima realizzazione di questo tipo di edifici apparve nel 1882 a Tomsk, all'epoca facente parte dell'Impero russo. Poco dopo, le case del popolo si diffusero in Inghilterra (1887), Scozia, Turchia e altri stati europei.
L'espressione "casa del popolo" (people's house, folkets hus, casa del pueblo, maison du peuple, ecc.) fu utilizzata nell'Europa occidentale anche per indicare centri di comunità operaie, spesso associati a sindacati e partiti.

## Storia
Le case del popolo (da non confondere con il termine "case popolari") comparvero per la prima volta in Italia tra l'8 e il 10 settembre 1893 durante il II Congresso del Partito Socialista dei Lavoratori Italiani a Reggio Emilia, in occasione del quale fu inaugurata la nuova sede della cooperativa di Massenzatico, un paese nei pressi di Reggio Emilia.
Le Case del Popolo hanno radici anche nelle esperienze europee della Maison du peuple francese, belga e svizzera (la prima Casa del Popolo svizzera sorse nel 1899 a San Gallo), della Volkshaus tedesca e della Volkshuis olandese. Ne sono esempi la Maison du Peuple di Bruxelles, chiamata anche, in fiammingo, Volkshuis van Brussel, la Maison du Peuple di Nancy, la Maison du Peuple de Clichy.
La Casa del Popolo risponde ad esigenze di sviluppo e funzionamento di cooperative di lavoro e consumo e di un complesso di servizi culturali, assistenziali, mutualistici e ricreativi. Culturalmente rappresenta la visibilità del movimento, la sua stabilità, l'unità e la solidarietà popolari, la dimostrazione pubblica della propria capacità etica e tecnica, il senso di un profondo radicamento sul territorio, la conservazione della memoria. Infine, essa simboleggia il centro coordinatore dell'insieme associativo socialista, il modello della futura società, il nucleo di un socialismo che si sarebbe gradatamente allargato fino a comprendere il comune, la vita economica e l'intera società civile.
In questo senso, la Casa del Popolo contiene la speranza della società futura e dell'uomo nuovo socialista.
In Friuli la prima casa del popolo fu fondata nel 1909-1911 a Torre, sobborgo operaio di Pordenone ove nel 1840 era stato costruito il primo dei grandi cotonifici della zona; fu inaugurata il 1º maggio 1911 (cfr. www.casadelpopolo.org). Seguì nel 1913 quella di Prato Carnico (comune di montagna che all'epoca aveva 2 500 abitanti) ed era stata finanziata e costruita dagli emigrati (circa la metà della popolazione) che mandarono i soldi per i materiali dalla Francia, Germania, USA, ecc. e dai lavoratori della val Pesarina. Prima della guerra era stata ribattezzata dal regime in Casa del Littorio. Dopo il restauro del 1947 riprese il suo nome originale che conserva ancora oggi, sebbene dal 2010 sia stata trasformata dal comune in albergo-ristorante.
In Abruzzo la prima Casa del Popolo fu fondata da Umberto Postiglione, a Raiano, nei primi anni venti.
Si trova invece in Toscana la casa del popolo più grande d'Italia, fondata originariamente nel 1877 come società corale, divenuta poi società filarmonica corale e società di mutuo soccorso filarmonica corale, a cui si aggiunse nel 1946 l'appellativo di Casa del Popolo Grassina ampliata negli anni '60 fino a essere munita di una sala multifunzionale capace di ospitare più di 400 persone, un palcoscenico che al tempo della costruzione era secondo per ampiezza solo a quello del teatro Verdi di Firenze, di un cinema all'aperto e uno al chiuso, il campo sportivo e 3 cucine, tutto frutto interamente del lavoro e dei soldi dei grassinesi in buona parte lavandai. La sua posizione al centro del paese, affacciata sulla piazza centrale a mo' di municipio è frutto del dono del suolo su cui sarebbe sorta l'attuale sede (1895) ai mezzadri e borghesi del territorio da parte dell'oggi soppresso comune del Galluzzo, che si pose l'obbiettivo di istruire e dar possibilità di svago ai poveri del fiorente paese: il primo presidente fu il maestro elementare del paese che la mattina insegnava ai bambini e il pomeriggio si prodigava nell'acculturare la popolazione del contado meno abbiente, fornendo tra l'altro alla popolazione i primi bagni con acqua calda del paese.
La casa del Popolo di Siena fu fondata nel 1905 e venne distrutta dai fascisti nel 1921, come racconta Guglielmo Boldrini nel suo volume "Gli Unni Moderni".
La Casa del Popolo Giuseppe Valarioti di Rosarno è l'unica esistente in Calabria, una delle ultime del sud Italia. È nata negli anni '80 all'indomani dell'omicidio di Giuseppe Valarioti quando Giuseppe Lavorato e Pietro Ingrao lanciarono la proposta di una grande sottoscrizione popolare con adesioni da tutta Italia che consentì l'acquisto di un rudere poi ristrutturato da lavoratori iscritti al PCI. Negli anni divenne luogo simbolo di lotta contro lo strapotere della 'Ndrangheta.